# Roy D'Arcy
Pour les articles homonymes, voir D'Arcy.
Roy D'Arcy est un acteur américain, né Roy Francis Giusti le 10 février 1894 à San Francisco (Californie), mort le 15 novembre 1969 à Redlands (Californie).

## Biographie
Roy D'Arcy (pseudonyme) débute au cinéma dans quatre films sortis en 1925, dont La Veuve joyeuse d'Erich von Stroheim (avec Mae Murray et John Gilbert). Parmi sa vingtaine d'autres films muets américains (jusqu'en 1929), citons Bardelys le magnifique de King Vidor (1926, avec John Gilbert et Eleanor Boardman), La Tentatrice de Fred Niblo (1926, avec Greta Garbo et Antonio Moreno) et Les Écumeurs du Sud de W. S. Van Dyke (1927, avec Tim McCoy et Joan Crawford).
Il contribue également à une vingtaine de films parlants, les premiers sortis en 1929 (dont The Black Watch de John Ford, avec Victor McLaglen et Myrna Loy). Mentionnons aussi Carioca de Thornton Freeland (1933, avec Dolores del Río et Gene Raymond) et Hollywood Boulevard de Robert Florey (1936, avec John Halliday et Marsha Hunt). Ses deux derniers films (dont La Grande Farandole d'H. C. Potter, avec Fred Astaire et Ginger Rogers) sortent en 1939, après quoi il se retire définitivement de l'écran.
Par ailleurs acteur de théâtre (notamment dans le répertoire du vaudeville), Roy D'Arcy joue une seule fois à Broadway (New York), dans une pièce représentée en 1930.

## Filmographie

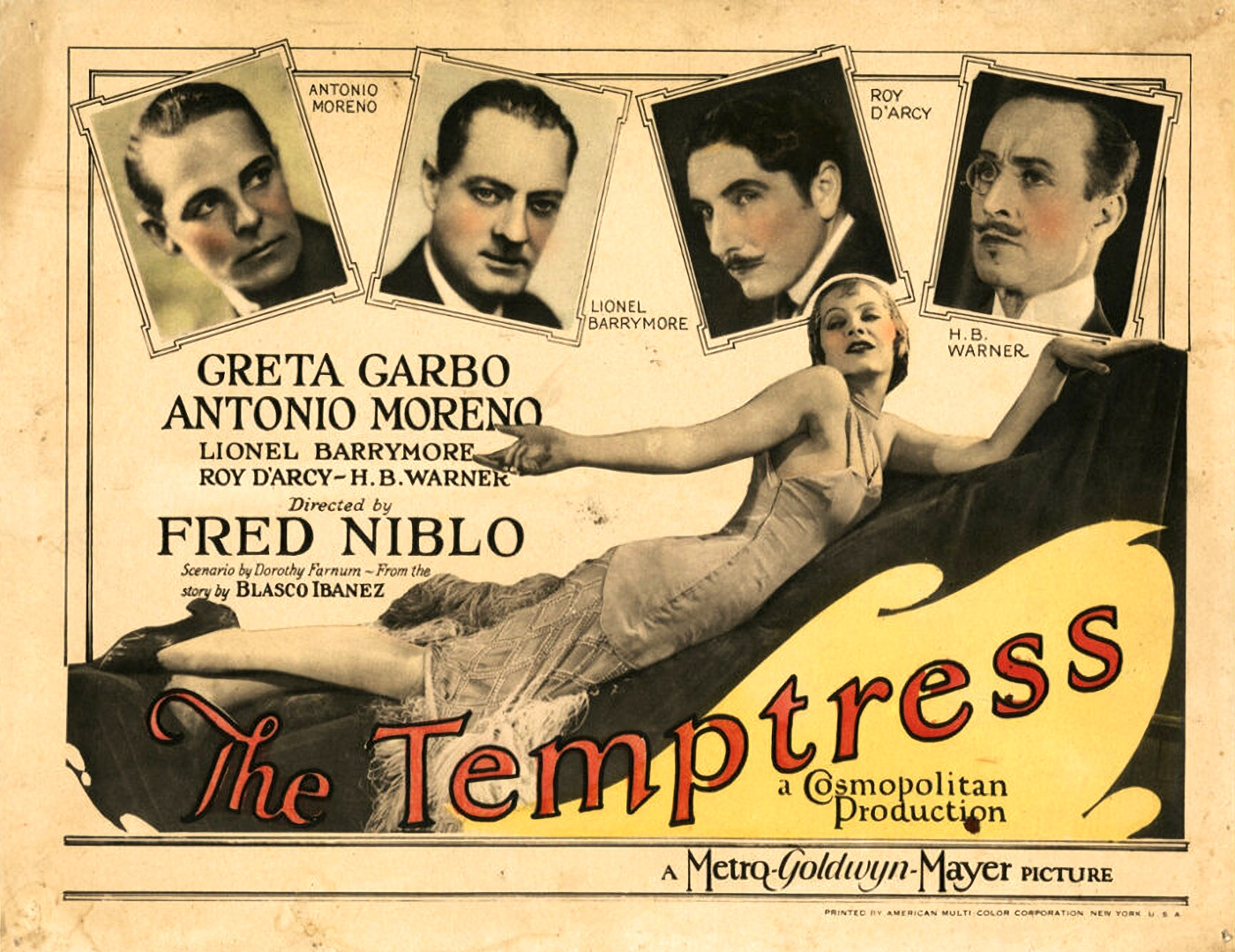
Affiche de La Tentatrice (1926).

- 1925 : Les Feux de la rampe (Pretty Ladies) de Monta Bell : Paul Thompson
- 1925 : La Veuve joyeuse (The Merry Widow) d'Erich von Stroheim : Le prince héritier Mirko
- 1925 : La Rose du ruisseau (The Masked Bride) de Christy Cabanne : Le préfet de police
- 1926 : Monte Carlo de Christy Cabanne : Le prince Boris
- 1926 : Quand la femme est Roi (Beverly of Graustark) de Sidney Franklin
- 1926 : Bardelys le magnifique (Bardelys the Magnificent) de King Vidor : Chatellerault
- 1926 : The Gay Deceiver de John M. Stahl : Le comte de Sano
- 1926 : La Tentatrice (The Temptress) de Fred Niblo : Manos Duras
- 1926 : La Bohème (titre original) de King Vidor : Le vicomte Paul d'Aubray
- 1927 : Frisco Sally Levy de William Beaudine : I. Stuart Gold
- 1927 : Le Chevalier pirate (The Road to Romance) de John S. Robertson : Don Balthasar
- 1927 : Les Écumeurs du Sud (Winners of the Wilderness) de W. S. Van Dyke : Le capitaine Dumas
- 1927 : Adam and Evil de Robert Z. Leonard : Mortimer Jenkins
- 1928 : Le Suprême Rendez-vous (Forbidden Hours) d'Harry Beaumont : Duke Nicky
- 1928 : L'Actrice (The Actress) de Sidney Franklin : Gadd
- 1928 : Riders of the Dark de Nick Grinde
- 1928 : Méfiez-vous des blondes (Beware of Blondes) de George B. Seitz : Harry
- 1929 : Folle jeunesse (Girls Gone Wild), de Lewis Seiler Tony Morelli
- 1929 : La Garde noire (The Black Watch) de John Ford : Rewa Ghunga
- 1929 : Le Dernier Avertissement (The Last Warning) de Paul Leni : Harvey Carleton
- 1930 : Hot Curves de Norman Taurog : Kelsey
- 1930 : Romance de Clarence Brown
- 1932 : Discarded Lovers de Fred C. Newmeyer
- 1932 : The Gay Buckaroo de Phil Rosen
- 1932 : L'Aigle de la mort (The Shadow of the Eagle) de Ford Beebe et B. Reeves Eason (serial) : Gardner
- 1932 : Love Bound de Robert F. Hill
- 1932 : Broadway to Cheyenne (en) d'Harry L. Fraser : Jess Harvey
- 1932 : Sherlock Holmes de William K. Howard : Manuel Lopez
- 1933 : Carioca (Flying Down to Rio) de Thornton Freeland : Un membre du syndicat grec
- 1933 : L'Ombre qui tue (The Whispering Shadow) de Colbert Clark et Albert Herman (serial) : Le professeur Alexis Steinbeck
- 1934 : Orient-Express de Paul Martin
- 1934 : Sing and Like It de William A. Seiter : M. G Gregory
- 1935 : Éclair de Kentucky (Kentucky Blue Streak) de Bernard B. Ray : Harry Johnson
- 1935 : Outlawed Guns de Ray Taylor : Jack Keeler
- 1936 : Hollywood Boulevard de Robert Florey : Le cheik
- 1936 : Le Capitaine Bagarre (Captain Calamity) de John Reinhardt : Samson
- 1936 : La Révolte des zombies (Revolt of the Zombies) de Victor Halperin : Le général Mazovia
- 1937 : The Legion of Missing Men (en) d'Hamilton MacFadden : Le cheik Ibrahim-Ul-Ahmed
- 1937 : Under Strange Flags (en) d'Irvin Willat : Le capitaine Morales
- 1939 : La Grande Farandole (The Story of Vernon and Irene Castle) d'H. C. Potter : Un acteur dans « Patrie »
- 1939 : Chasing Danger de Ricardo Cortez : Corbin

## Théâtre à Broadway
- 1930 : Room 349 de Mark Linder : Harold Stromberg